# USS Saratoga (CV-3)
USS Saratoga (CV-3) a fost o navă portavion a flotei United States Navy. Ea este a cincea navă nord-americană denumită după Bătălia de la Saratoga. Inițial a fost planificat ca și crucișător, dar în cele din urmă a fost lansat pe apă la data de 1 iulie 1922 ca navă portavion.